# 415
415 (CDXV) var ett normalår som började en fredag i den julianska kalendern.

## Händelser

### Mars
- 18 mars – Daysanfloden översvämmar Edessa.
- Mars – Judarna utvisas från Alexandria under tumultartade former.

### Okänt datum
- Visigoterna lämnar Gallia Narbonensis och förflyttar sig till Hispania.
- Wallia blir kung över visigoterna.
- Den eustatiska schismen i Antiochia löses.[förtydliga]
- Kumaragupta tillträder som regent i Indien.

## Födda
- Eurik, kung över visigoterna.

## Avlidna
- Mars – Hypatia, matematiker och neoplatonistisk filosof (dödad under upplopp i Alexandria).
- Ataulf, kung över visigoterna (mördad).